# Рикель, Соня
Соня Рикель (фр. Sonia Rykiel; 25 мая 1930, Нёйи-сюр-Сен, Франция — 25 августа 2016, Париж, Франция) — французский кутюрье.

## Биография
Родилась в семье еврейских иммигрантов из России и Румынии Альфреда Флиса и Фани Теслер (1907—?). Отец работал часовщиком, мать была домохозяйкой. В 17 лет Соня Рикель устроилась на свою первую работу в качестве оформителя витрин одного из текстильных магазинов.
Её первый муж был владельцем магазина трикотажных изделий. В 1962 году Соня Рикель сделала первые свитера и одежду для беременных для бутика мужа, Laura. С этого момента её дизайн набирал популярность, и вскоре Рикель стали называть «королевой трикотажа».
Первый собственный бутик в Париже Соня Рикель открыла в 1968 году на улице де Гренель на Левом Берегу Сены.
Дом моды Sonia Rykiel помимо женской одежды выпускал различные аксессуары, парфюм и линию детской одежды.
В 2009-2010 годах Соня Рикель и шведская торговая сеть H&M выпустили несколько совместных коллекций нижнего белья «Sonia Rykiel pour H&M».
В 2010 году дом Sonia Rykiel объявил о создании первой собственной коллекции интерьерных тканей. В июне 2010 года в парижской галерее «La Gallerie Catherine Houard» состоялась выставка более 200 рисунков Сони Рикель.
В последние годы жизни страдала от болезни Паркинсона.